# امیلیا لارسون
امیلیا لارسون (انگلیسی: Emilia Larsson؛ زادهٔ ۱۳ ژوئیهٔ ۱۹۹۸) بازیکن فوتبال اهل سوئد است.
از باشگاه‌هایی که در آن بازی کرده‌است می‌توان به باشگاه فوتبال لینشوپینگ اشاره کرد.
وی همچنین در تیم ملی فوتبال Sweden U17 بازی کرده‌است.